# Barrio Pino Azul
Pino Azul es un barrio de General Roca ubicado en el Departamento General Roca de la provincia de Río Negro, Argentina. Se halla aproximadamente 3 km al Sur del centro de General Roca de la cual depende administrativamente. Está compuesta por 2 sectores separados por 200 metros de quintas, sobre la Avenida Viterbori.